# Korg MS-20
Il Korg MS-20 è stato uno dei primi monosynth analogici portatili prodotti dalla Korg di grande successo. MS-20 è il fratello maggiore del Korg MS-10.

## Caratteristiche tecniche
- Polifonia: Monofonico
- Oscillatori: 2 VCO con la possibilità di mixare il noise generator
- LFO: 2 LFO con forme d'onda multiple
- VCF: 1 VCF multimodo: lowpass/highpass/bandbass
- VCA: ADSR con funzione Hold
- Tastiera: 37 Tasti
- Controllo: CV/Gate
- Data d'introduzione: 1978-1983

## Curiosità
Il Korg MS-20 è stato emulato via software (virtual instrument) con un'applicazione prodotta dalla Korg che si chiama Korg Legacy Collection: Analog Edition. Questo emulatore esiste sia per sistemi operativi Windows che Mac OS X (è disponibile inoltre una versione per iOS, iMS-20). Ne è stata prodotta un'edizione limitata che include un controller USB che riprende l'estetica dell'MS-20 (in scala ridotta) e che comprende quasi tutti i suoi comandi e funzionalità.
Nel gennaio 2013, in occasione del 35 anniversario, è stato presentato il Korg MS-20 mini, versione aggiornata del modello originale creata dallo stesso team di progettisti del 1978, grande circa l'87% della versione originale.
Successivamente, Korg ha rilasciato un ulteriore modello di MS-20, detto MS-20 Kit, copia del MS-20 dotato di due filtri VCF selezionabili dall'utente tramite jumper. MS-20 kit necessita di essere assemblata dall'utente.
La voce di Flat Eric è stata creata con un Korg MS-20.

## Musicisti che lo hanno usato
- Vince Clarke
- The Prodigy
- Mr. Oizo
- Maurizio Bianchi
- Daft Punk
- The Dandy Warhols